# سلوى (اسم)

اسم سلوى مكتوب بخط عربي عادي.

سلوى هو اسم علم مؤنث عربي.

## المعنى
كل ما يسلي عن الكرب والهموم والأحزان، وينسيك الجروح، أو طيور السمان فيقال المنّ والسلوى.
وقد جاءت كلمة سلوى في القرآن الكريم في سورة البقرة: من الآية 57: ﴿وَأَنْزَلْنَا عَلَيْكُمُ الْمَنَّ وَالسَّلْوَى﴾.